# Mammillaria weingartiana
Mammillaria weingartiana är en kaktusväxtart som beskrevs av Boed. Mammillaria weingartiana ingår i släktet Mammillaria och familjen kaktusväxter. Inga underarter finns listade i Catalogue of Life.